# 宮町 (東京都府中市)
宮町（みやまち）は、東京都府中市の地名。現行行政地名は宮町一丁目から宮町三丁目。
郵便番号は183-0023。

## 地理
府中市の中央に位置する。
東から時計回りに、府中市八幡町、府中市日吉町、府中市本町、府中市宮西町 、府中市寿町、府中市府中町、府中市緑町に隣接する。
京王電鉄府中駅南口の街区となる。

## 世帯数と人口
2022年（令和4年）8月1日現在の世帯数と人口は以下の通りである。
| 町丁       | 世帯数    | 人口    |
| ---------- | --------- | ------- |
| 宮町一丁目 | 1,921世帯 | 3,774人 |
| 宮町二丁目 | 642世帯   | 1,094人 |
| 宮町三丁目 | 378世帯   | 671人   |
| 計         | 2,941世帯 | 5,539人 |

## 小・中学校の学区
市立小・中学校に通う場合、学区は以下の通りとなる。
| 丁目   | 番地           | 小学校                 | 中学校                 |
| ------ | -------------- | ---------------------- | ---------------------- |
| 一丁目 | 全域           | 府中市立府中第一小学校 | 府中市立府中第一中学校 |
| 二丁目 | 全域           | 府中市立府中第一小学校 | 府中市立府中第一中学校 |
| 三丁目 | 17～20，22以外 | 府中市立府中第一小学校 | 府中市立府中第一中学校 |
| 三丁目 | 17～20，22     | 府中市立府中第二小学校 | 府中市立浅間中学校     |

## 交通

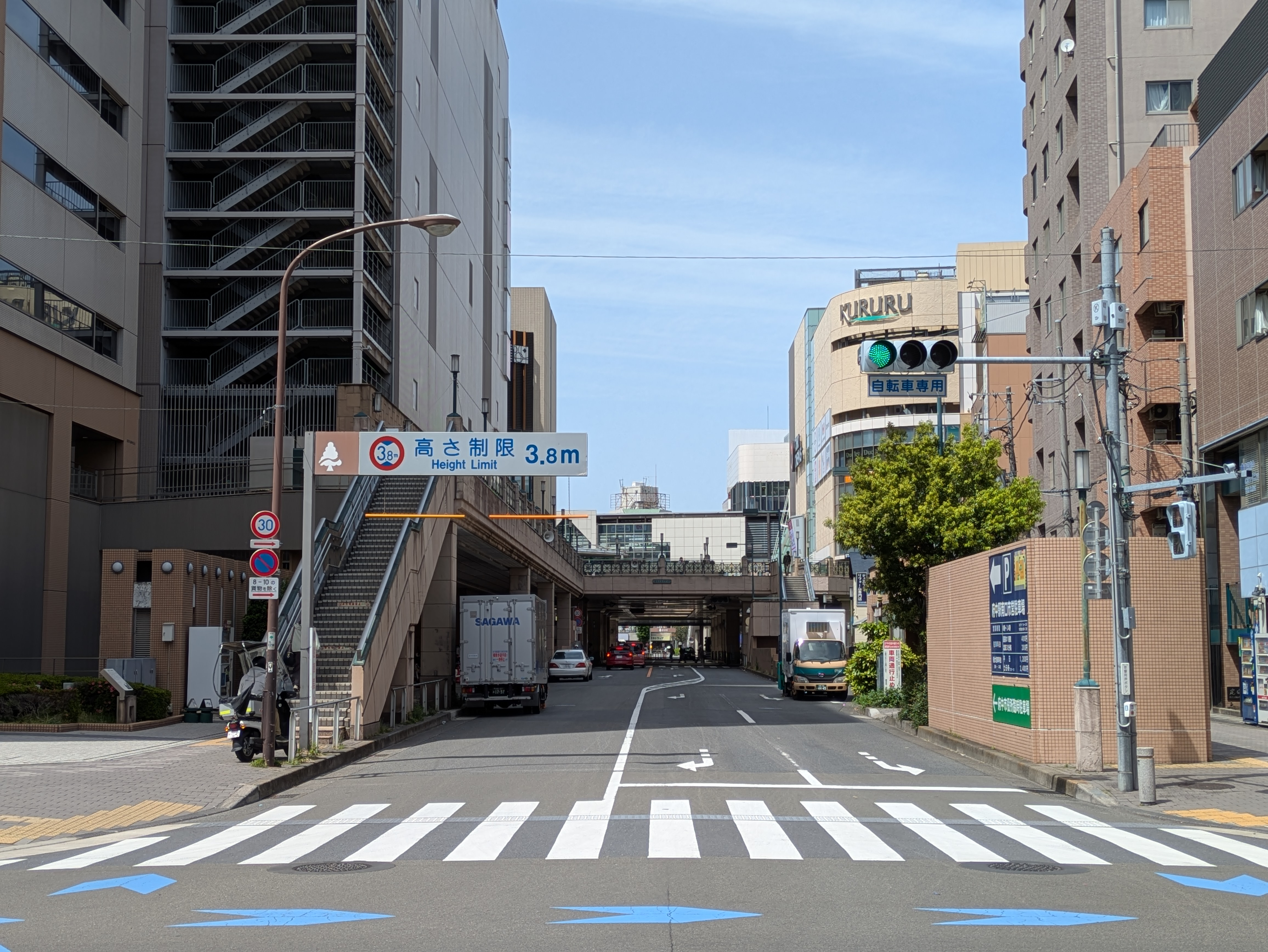
京王線府中駅前

### 鉄道
| 街区内に設置されている駅 | 隣接する街区の駅                                                                   |
| ------------------------ | ---------------------------------------------------------------------------------- |
| 京王線 - 府中駅(KO 24)   | 南武線 武蔵野線 - 府中本町駅(JN 20) (JN 35) 京王競馬場線 - 府中競馬正門前駅(KO 46) |

### バス
- 京王電鉄バス府中営業所
- 府中市コミュニティバスちゅうバス

以上が街区内の路線を運行している

### 道路
- 東京都道229号府中調布線

## 施設
- ぷらりと京王府中
- フォーリス
  - ミッテン府中
- くるる
- 武蔵府中ル・シーニュ
- 大國魂神社
- 武蔵国府跡